# مسكوفادو

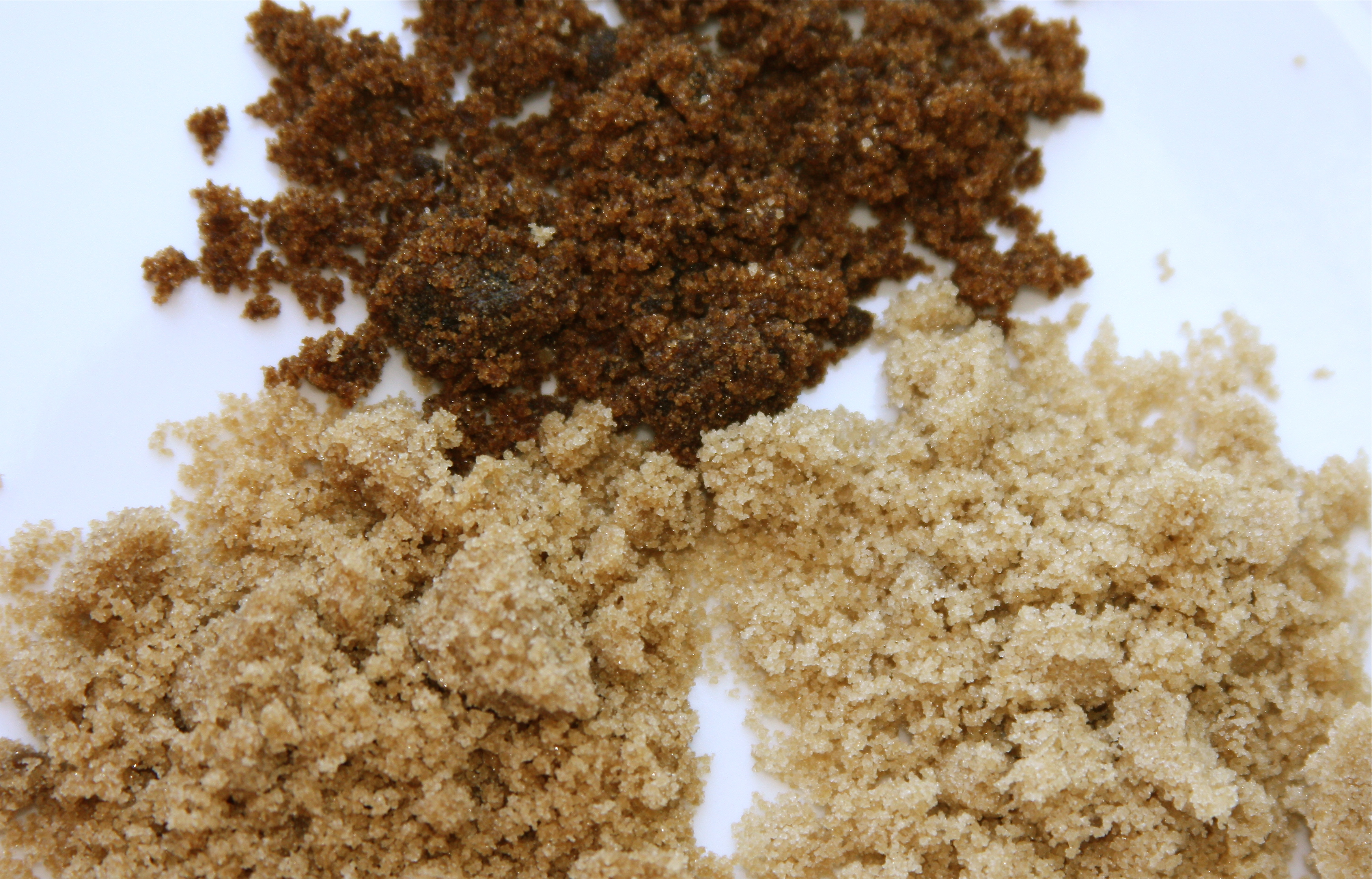
أنواع السكر البني: مسكوفادو (أعلى)، البني الداكن (يسار)، البني الفاتح (يمين)

مسكوفادو هو نوع من السكر المكرر جزئيا إلى غير المكرر مع محتوى ونكهة قوية من دبس السكر، ولون بني داكن. يعتبر من الناحية التقنية إما سكر قصب غير قابل للطرد المركزي أو سكرًا مكررًا جزئيًا بالطرد المركزي وفقًا للعملية المستخدمة من قبل الشركة المصنعة.  يحتوي المسكوفادو على مستويات أعلى من المعادن المختلفة مقارنة بالسكر الأبيض المعالج، ويعتبره البعض صحيا أكثر. استخداماته الرئيسية هي في الأغذية والحلويات، وصناعة الروم وأنواع الكحول الأخرى. أكبر منتج ومستهلك للمسكوفادو هي الهند.

## الاستخدامات

### المواد الغذائية والحلويات
يُستخدم المسكوفادو كمكون في الأطعمة والحلويات، وكمحلي في المشروبات الساخنة. لونه بني غامق جدًا وهو أكثر خشونة ولزوجة قليلاً من معظم السكريات البنية. يستمد مسكوفادو نكهته ولونه من مصدره وهو عصير قصب السكر. وهو يوفر مقاومة جيدة لدرجات الحرارة المرتفعة وله مدة صلاحية طويلة إلى حد معقول.

### الكحول
يتم استخدام نسبة كبيرة من إنتاج الهند من مسكوفادو في الإنتاج غير المشروع لمشروب ديسي دارو، وهو مشروب كحولي مقطر.

### طب الأيورفيدا
يستخدم مسكوفادو في طب الأيورفيدا التقليدي للمساعدة في تنقية الدم والهضم وصحة العظام والرئتين.